# Skarhults socken
Skarhults socken i Skåne ingick i Frosta härad, ingår sedan 1971 i Eslövs kommun och motsvarar från 2016 Skarhults distrikt.
Socknens areal är 22,47 kvadratkilometer varav 22,28 land. År 2000 fanns här 155 invånare. Skarhults slott samt kyrkbyn Skarhult med sockenkyrkan Skarhults kyrka ligger i socknen.

## Administrativ historik
Socknen har medeltida ursprung. 
Vid kommunreformen 1862 övergick socknens ansvar för de kyrkliga frågorna till Skarhults församling och för de borgerliga frågorna bildades Skarhults landskommun. Landskommunen utökades 1952 och uppgick 1971 i Eslövs kommun. Församlingen uppgick 2002 i Östra Strö-Skarhults församling som 2006 uppgick i Eslövs församling.
1 januari 2016 inrättades distriktet Skarhult, med samma omfattning som församlingen hade 1999/2000.  
Socknen har tillhört län, fögderier, tingslag och domsagor enligt vad som beskrivs i artikeln Frosta härad. De indelta soldaterna tillhörde Norra skånska infanteriregementet, Frosta kompani.

## Geografi
Skarhults socken ligger sydost om Eslöv kring Bråån. Socknen är en odlad slättbygd.

## Fornlämningar
Från stenåldern är en boplatser funnen. Från bronsåldern har några gravhögar funnits, nu överodlade. 

## Namnet
Namnet skrevs 1352 Skarholtä och kommer från kyrkbyn. Förleden innehåller skar, 'kant' syftande på byns läge vid en Braåns ravin. Efterleden är hult, 'skogsdunge'.